# خوليان فيلازكيز
خوليان ألبرتو فيلازكيز (بالإسبانية: Julián Alberto Velázquez) هو لاعب كرة قدم أرجنتيني في مركز قلب الدفاع ولد في يوم 23 أكتوبر 1990 في مدينة كوريينتس في الأرجنتين، يلعب حالياً مع نادي غاز ميتان ميدياش في رومانيا وسبق له اللعب مع نادي إنديبندنينتي وبوكا يونيدوس في الأرجنتين، يبلغ طوله 184 سم.

## مسيرته الكروية
لعب خوليان فيلازكيز خلال مسيرته الاحترافية مع 6 أندية في ثلاثة عشر موسمًا وسجل خلالها 3 أهداف ضمن 242 مباراة. ولم يفز بأي موسم بالكأس أو بالدوري.
خاض خوليان فيلازكيز مسيرته مع نادي إنديبندينتي في موسم 2009–10 ليلعب معه ستة مواسم، مشاركًا في 106 مباراة سجل خلالها هدفًا واحدًا. ثم انتقل إلى CS Gaz Metan Mediaș ‏ في موسم 2014–15 لمدة موسم واحد، حيث شارك في 14 مباراة ولم يسجل أي هدف. لينتقل بعدها إلى نادي هايدوك سبليت في موسم 2015–16 لمدة موسم واحد، مشاركًا في 17 مباراة ولم يسجل أي هدف أيضًا. ثم انتقل إلى نادي كروز آزول في موسم 2016–17 ولمدة موسمين، مشاركًا في 47 مباراة سجل خلالها هدفًا واحدًا. هذا وانتقل لاحقًا إلى نادي تيخوانا في موسم 2018–19 ولمدة موسمين، مشاركًا في 48 مباراة سجل خلالها هدفًا واحدًا أيضًا. ثم انتقل بعدها إلى نادي كيريتارو في موسم 2019–20 لمدة موسم واحد، مشاركًا في 10 مباريات ولم يسجل أي هدف.

## روابط خارجية
- خوليان فيلازكيز على موقع قاعدة بيانات كرة القدم.إي يو (الإنجليزية)
- خوليان فيلازكيز على موقع ناشيونال فوتبول تيمز (الإنجليزية)
- خوليان فيلازكيز على موقع Soccerway.com (الإنجليزية)
- خوليان فيلازكيز على موقع AS.com (الإسبانية)